# Longhorn (race bovine)
Pour les articles homonymes, voir Longhorn.
La longhorn est une race bovine britannique.

## Origine

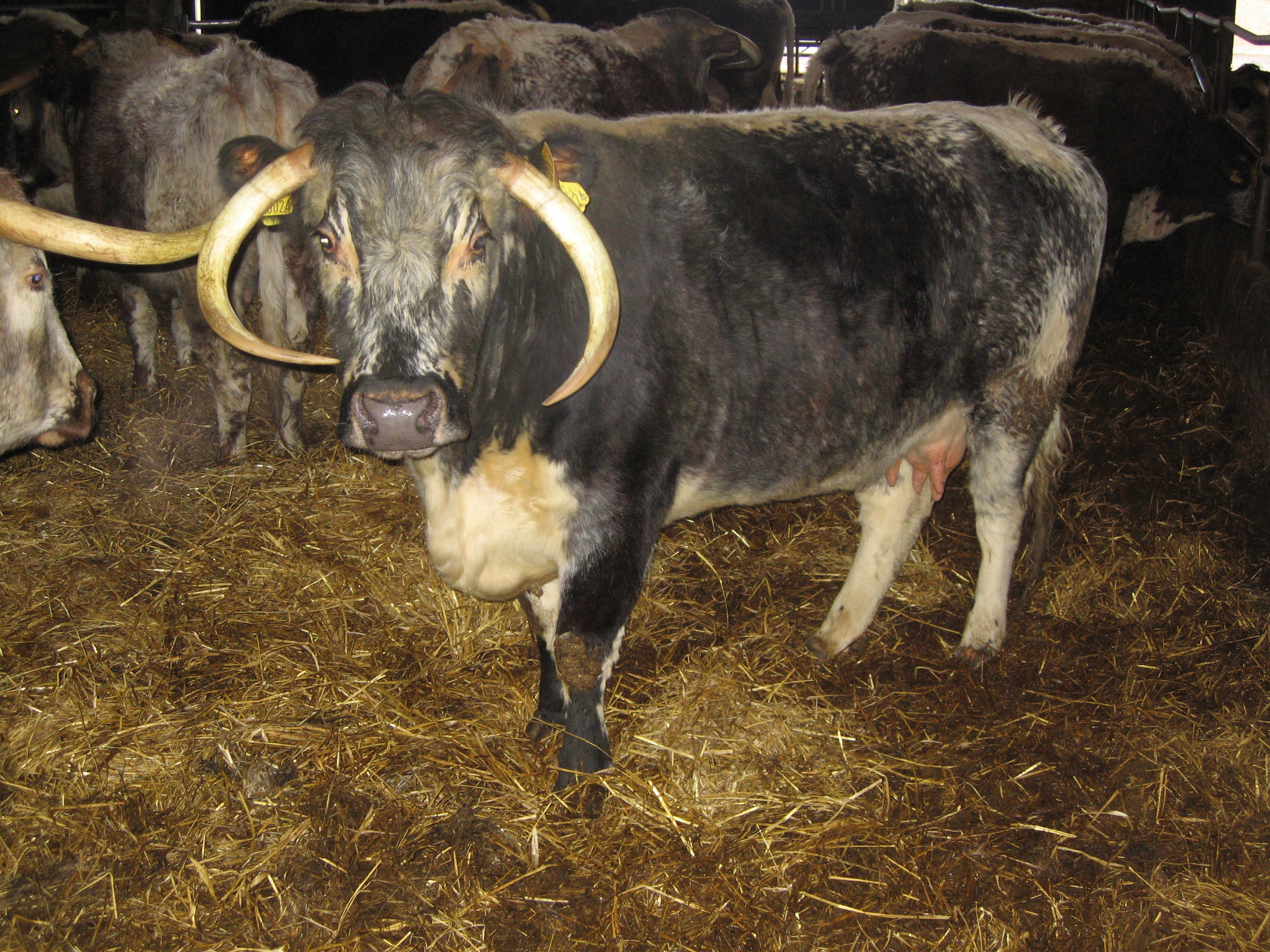

Elle provient du district de Craven, au Nord de l'Angleterre. C'est la plus ancienne pure race britannique. Elle fut promue au XVIIIe siècle par Robert Bakewell, un gentleman farmer qui mit en place une sélection génétique rigoureuse. Ce travail conduit à une race très spécialisée en production de viande qui va dominer l'élevage britannique au début du XXe siècle avant d'être supplantée par sa cousine shorthorn. Ses effectifs la conduisaient à la disparition quand le RBST (Rare Breed Survival Trust) a entrepris sa sauvegarde.

## Caractéristiques

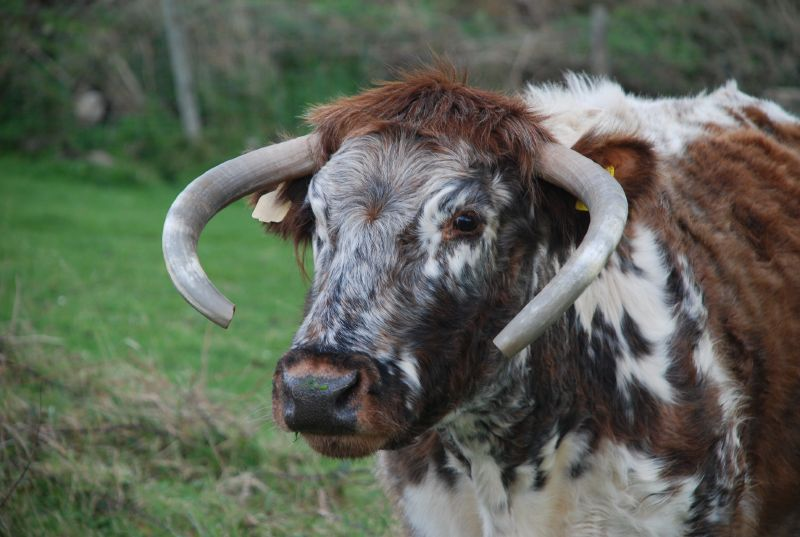
Longhorn

Elle porte une robe mouchetée rouge, noire ou rouanne avec une ligne dorsale et un ventre blancs. Elle porte de splendides cornes incurvées en roue vers la face. 
La vache mesure 130-140 cm pour 550-600 kg contre 150 cm pour 1 000 kg pour les taureaux.

## Aptitudes
C'est une race bouchère réputée pour sa viande tendre et finement marbrée, recherchée par des chefs britanniques et même certains chefs français qui trouvent cette viande plus tendre et plus goûteuse que celle de Limousine ou de Charolaise. Longtemps, sa docilité et sa force de travail en ont fait une race de trait recherchée.